# Île Piana (Lavezzi)
Ne doit pas être confondu avec Île Piana (Sulcis).
L'île Piana, en langue corse isula Piana, est un îlot inhabité de l'archipel des Lavezzi en Corse-du-Sud. Elle fait partie de la réserve naturelle des îles Lavezzi. Sa superficie est de 6,45 ha. 

## Situation et accès
L'île se trouve à environ 300 mètres de la côte, près de la pointe de Sperone et du golf de Sperone. Elle a la particularité d'être accessible « à gué », en passant sur un banc de sable peu profond qui la sépare de la côte.
Avec l'île de Cavallo (qui ne fait pas partie de la réserve naturelle), l'île Lavezzo et l'îlot de la pyramide, c'est l'une des îles de l'archipel où le débarquement de personnes est autorisé.